# Wilhelm von Medinger

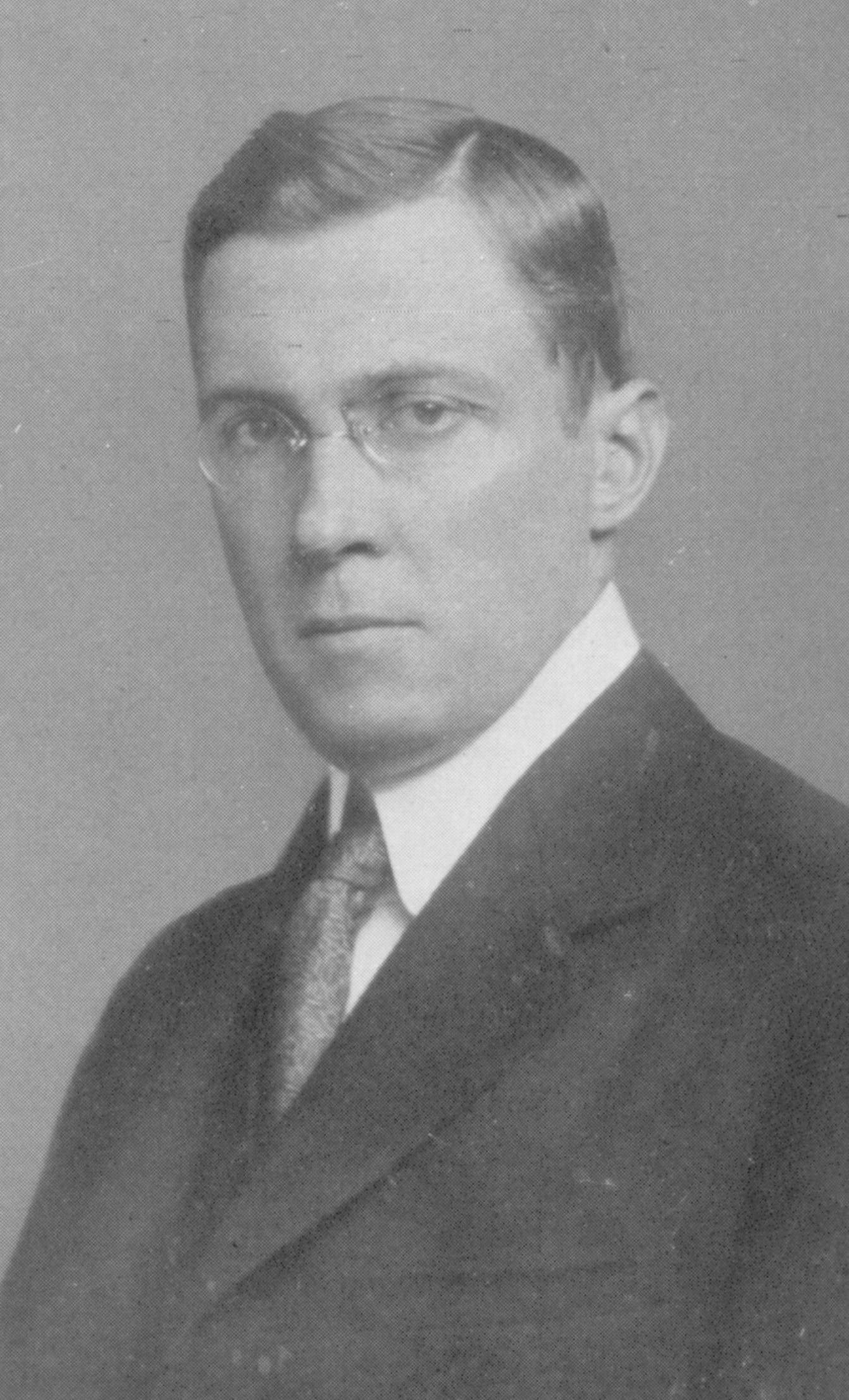
Wilhelm von Medinger, um 1930

Wilhelm von Medinger, seit dem Adelsaufhebungsgesetz in der Tschechoslowakei 1919 Wilhelm Medinger, (* 7. Januar 1878 in Wien, Österreich-Ungarn; † 3. Dezember 1934 ebenda) war ein österreichisch-tschechoslowakischer Politiker. 

## Leben
Medinger war Sohn des 1903 geadelten Industriellen Johann von Medinger. Er studierte Landwirtschaft, Philosophie und Staatswissenschaft an den Universitäten Wien, Berlin und Halle a.S. Er war Diplomlandwirt und wurde 1902 an der Universität Halle promoviert. Seit 1902 war er Gutsherr in Kleinskal in Böhmen. 1908 wurde er in den Böhmischen Landtag gewählt. 1915 wurde er Bezirksobmann von Gablonz / N. Von 1918 bis zum Friedensschluss arbeitete er in der österreichischen Gesandtschaft in Den Haag. 1919 wurde er Vizepräsident des Verbandes der deutschen Großgrundbesitzer Böhmens. Seit 1920 war von Medinger Abgeordneter der Deutschen Nationalpartei in der  tschechoslowakischen Abgeordnetenkammer, aus der er jedoch 1922 austrat. 1925 kandidierte er für die Deutsche Christlich-Soziale Volkspartei und wurde Senator des Wahlkreises II. Königgrätz. 1932 wurde ihm sein Senatsmandat gerichtlich aberkannt.

## Schriften (Auswahl)
- Wirtschaftsgeschichte der Domäne Lobositz: auf Grund von Quellenstudien im fürstlich Schwarzenberg'schen Archiv zu Lobositz. Stern, Wien 1903 (Zugl.: Halle, Univ., Diss., 1902).
- Das kommende Wirtschaftsbündnis: ein Vortrag, gehalten am 5. Jänner 1916 im Deutschen Juristenverein in Prag. Industrie-Verlag, Wien 1916 (Digitalisat).
- Großgrundbesitz und Vermögenssteuer; Referat, gehalten in der Versammlung der Organisation des österr. Großgrundbesitzes in Wien am 26.3.1917. Unger, Wien 1917.
- Vermögenssteuerfragen. In: Jahrbuch. Gesellschaft Österreichischer Volkswirte (1918).
- Grossgrundbesitz, Fideikommiss und Agrarreform : eine Studie. Gerold, Wien 1919 (Digitalisat).
- Vier Reden auf dem Kongress der Interparlamentarischen Union 1925: amerikanische Eindrücke. Verlag der Deutschen Völkerbundliga in der Tschechoslowakischen Republik, Prag 1926 (Veröffentlichungen der deutschen Völkerbundliga in der Tschechoslowakischen Republik; 7).
- Die internationale Diskussion über die Krise des Parlamentarismus. Braumüller, Wien 1929.
- Politische Probleme des Donauraumes. In: Der Donauraum und seine Probleme. Fleischhauer & Spohn, Stuttgart 1933 (Auslandskundliche Vorträge der Technischen Hochschule Stuttgart), S. 57–72.